# Galeriegrab von Luffang
Das Galeriegrab von Luffang (auch Tal-er-Roch genannt) ist ein relativ gut erhaltenes Galeriegrab im Département Morbihan in der Bretagne, in Frankreich. Es liegt in einem Wald beim Weiler Luffang der Gemeinde Crach. Die Megalithanlage ist geknickt und somit ein Knickdolmen (französisch Dolmen à coudé). Sie stammt etwa von 3000 v. Chr. und ist bekannt für eine Petroglyphe, die so genannte „Krake“. Die Platte mit der Darstellung ist im Museum für Urgeschichte von Carnac. Allgemein anerkannt ist, dass die Gravur eine Darstellung der Déesse mère ist.
Knickdolmen sind in nur sieben Exemplaren bekannt (Dolmen du Cruguellic, Dolmen von Goërem, Dolmen du Fraissinel, Dolmen du Kernourz, Les Pierres-Plates, Dolmen des Vézinies), die zumeist auf etwa 100 km zwischen den Mündungen der Loire (bei Saint-Nazaire) und der Blavet (bei Lorient) liegen und etwa um 3000 v. Chr. entstanden sind.

## Beschreibung

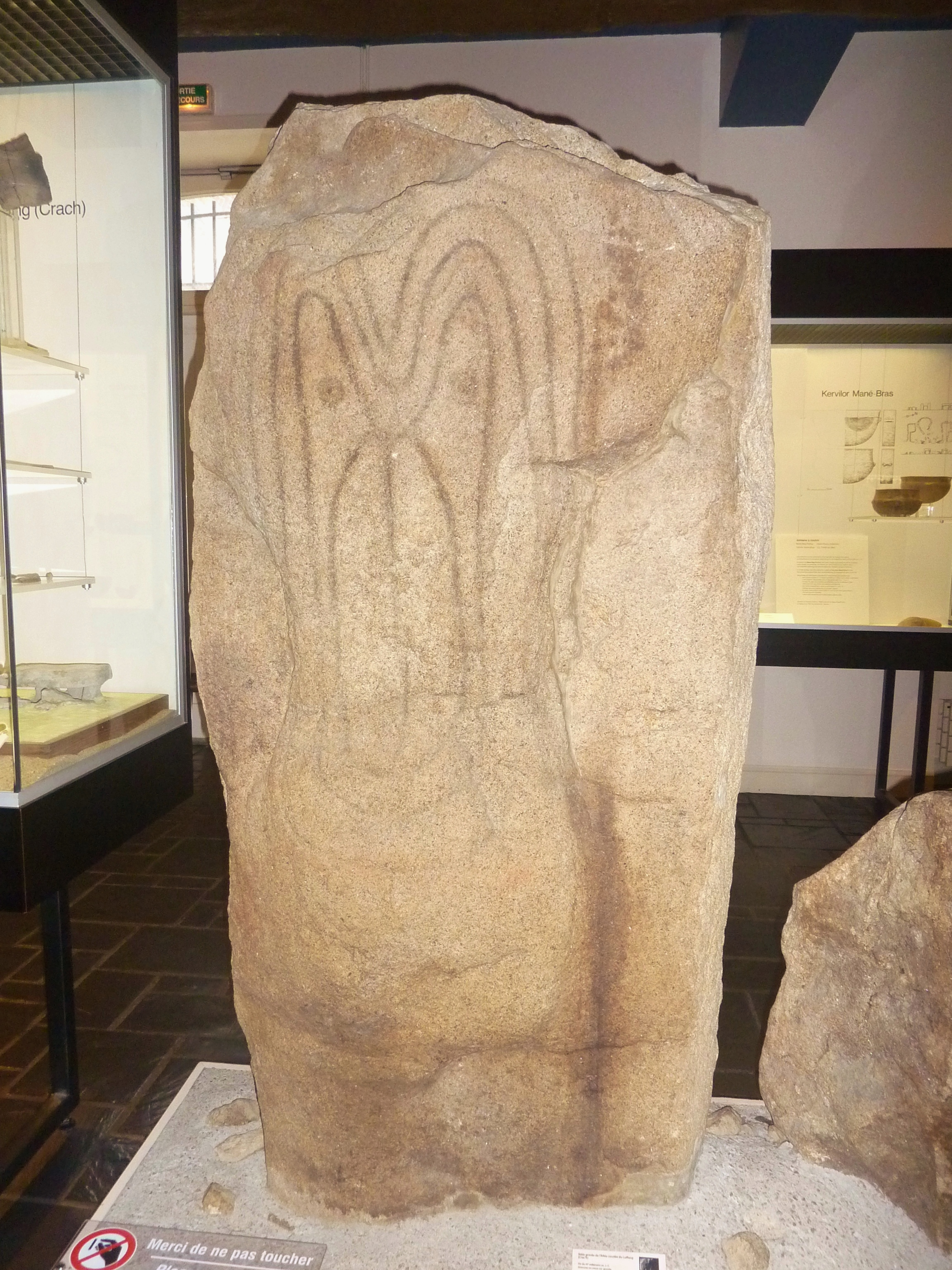
„Krake“ von Luffang – Museum Carnac

Erhalten sind 18 Tragsteine, während alle Deckenplatten und viele Tragsteine ausgegangen sind. Der Zugang befindet sich im Süd-Osten der Anlage. Der Gang mit vier erhaltenen Steinen verläuft in Richtung Nord-West und ist etwa sieben Meter lang. Der hintere Teil, die Kammer, knickt im Winkel von 120° fast genau nach Westen ab. Er hat 14 erhaltene Steine (darunter den Endstein), von denen einige heute nicht mehr erkennbare Felsritzungen trugen und erstreckt sich auf einer Länge von zwölf Metern. Die Breite beträgt weniger als einen Meter, die Höhe kaum mehr als einen Meter. Die Eckplatte mit der anthropomorphen Darstellung war wahrscheinlich eine Art Wächter am Zugang der Kammer. Seine Form ist zum Symbol des Museums von Carnac geworden.
Die Ausgrabungen von 1898 und 1937 führten zur Entdeckung der Grabbeigaben einschließlich einer im Mittelneolithikum geschliffenen Axt, einer Feuersteinklinge und einer Kupferspirale. 103 Objekte befinden sich im Museum von Carnac. Die Anlage wurde während der Kupfer- oder Bronzezeit nachgenutzt.
Das Galeriegrab ist in Frankreich als Monument historique  registriert.